# Chalcides pseudostriatus
Chalcides pseudostriatus és una espècie de sauròpsid (rèptil) de la família Scincidae endèmica del Marroc.

## Descripció
Espècie de major grandària que els altres llangardaixos del seu gènere, té una àrea de distribució que inclou l'Alt Atles, la major part de l'Atles Mitjà, el litoral atlàntic marroquí, la vall del riu Zebú i la meitat occidental del Rif inclosa la península Tingitana.
A Espanya, habita a Ceuta, trobant-se en totes les zones d'alta cobertura herbàcia i en zones de cultius abandonats, especialment abundant als voltants de la presa del Renegat.